# Мощное
Мощное (до 1948 — Хюппёля, фин. Hyppölä) — упразднённый посёлок на территории Селезнёвского сельского поселения Выборгского района Ленинградской области.

## Название
16 января 1948 года согласно постановлению общего собрания колхозников колхоза «Вперёд» деревня Хюппёля получила новое название — Мощная. 
Переименование было закреплено указом Президиума ВС РСФСР от 13 января 1949 года.

## История

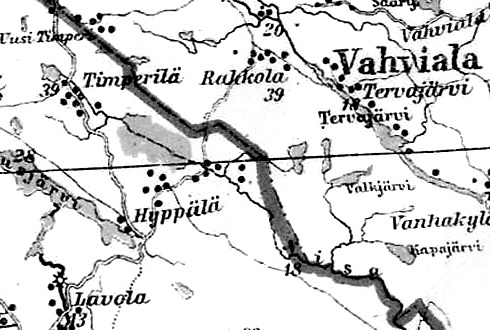
Деревня Хюппёля на финской карте 1923 года

До 1939 года деревня Хюппёля входила в состав волости Сяккиярви Выборгской губернии Финляндской республики.
В послевоенные годы в ходе укрупнения хозяйства к деревне были присоединены соседние селения Муртонен, Раси, Луовила, Тимпериля.
Согласно административным данным 1966 года посёлок Мощное в составе Выборгского района не значился.
В настоящее время — урочище Мощное.

## География
Посёлок располагался в западной части района близ государственной границы с Финляндией.
Через урочище Мощное протекает река Чулковка.